# Hrabstwo Union (Arkansas)

Piramida wieku hrabstwa

Hrabstwo Union – hrabstwo w USA, w stanie Arkansas. Według danych z 2010 roku, hrabstwo zamieszkiwało 41639 osób.

## Miejscowości
- Calion
- El Dorado
- Felsenthal
- Huttig
- Junction City
- Norphlet
- Smackover
- Strong